# ألبرت أرنولف
ألبرت أرنولف (بالفرنسية: Albert Arnulf)‏ (و. 1898 – 1984 م) هو فيزيائي، ومهندس من فرنسا . ولد في إيفيان .
توفي في إيفيان ، عن عمر يناهز 86 عاماً.

## التعليم
تعلم في École supérieure d'optique